# Relazioni bilaterali tra Croazia e Siria
Le relazioni Croazia-Siria sono relazioni bilaterali tra Croazia e Siria. Entrambi i paesi hanno stabilito relazioni diplomatiche il 29 agosto 1997. La Croazia è rappresentata in Siria attraverso la sua ambasciata al Cairo in Egitto e un consolato onorario a Damasco. La Siria è rappresentata in Croazia attraverso la sua ambasciata a Budapest in Ungheria. Entrambi i paesi sono membri a pieno titolo dell'Unione per il Mediterraneo, sebbene la Siria abbia sospeso la sua adesione nel 2011.
Nel 2012 le relazioni tra i due paesi si sono inasprite e nel 2013 la Croazia ha riconosciuto l'opposizione siriana come unico rappresentante legittimo del popolo siriano.